# ジュリア・ピーターキン
ジュリア・ピーターキン （Julia Peterkin、1880年10月31日 - 1961年8月10日）は、アメリカ合衆国の小説家。
彼女は、1928年に小説『スカーレット・シスター・メアリー』でピューリッツァー賞を受賞した。

## 生涯とキャリア
ジュリア・ムードは、サウスカロライナ州ローレンス郡に生まれた。彼女の父は医師であり、彼女は4人の子供の3番目であった。彼女の母は、彼女の誕生直後に亡くなり、彼女の父は後にジェニーと結婚した。ジェニーは、ジュリアの弟のDr. ヘンリー・ムードの母親である。1896年、ジュリアは、16歳のとき、サウスカロライナ州のスパータンバーグにあるコンバース・カレッジを卒業し、1年後、同校から修士号を授与された。彼女は、1903年にウイリアム・G・ピーターキンと結婚するまでの数年間、サウスカロライナのフォルテ・モッテにある学校で教えた。夫のウイリアムは、フォルテ・モッテの近くに2,000エーカー（8.1km2）の綿花栽培のプランテーション「ラング・サイン」を所有する農園主であった。
ジュリアは、日常生活とプランテーションの管理に触発されて短編小説を書き始めた。
彼女は、親切であるのみならず大胆でもあった。曖昧な表現については、エリザベス・ロブソンによる論文（1995年）がある。ピーターキンは、強い主張のある手紙を、彼女が知らなかったり、まだ会ったりしたことがないカール・サンドバーグやH・L・メンケンのような人々に宛てて送り、サウスカロライナ沿岸部のガラ文化についての文章のサンプルを添えた。要するに、プランテーションに隔離されていた彼女は、サンドバーグ、メンケンや他の有名な人々をプランテーションに招いたのである。近くのノースカロライナ州フラット・ロックに住んでいたサンドバーグは、訪れた。メンケンは訪れなかったにもかかわらず、彼はピーターキンのキャリア初期における文学的なエージェントになったので、彼女の説得力ある手紙の証言者であるともといえる。最終的にメンケンは、彼女の最初の本『グリーン・サーズデイ』を1924年に出版したアルフレッド・A・ノップフ・シニアに紹介することになった。
彼女の短編小説は、以降の数多くの小説以外にも、彼女のキャリアを通じて雑誌や新聞に掲載された。彼女は、アフリカ系アメリカ人の経験や特徴に特化した数少ない白人著者のひとりであった。しかし、彼女の作品は、常に称賛されていたわけではなく、ピューリッツァー賞を受賞した『スカーレット・シスター・メアリー』は、わいせつであると言われ、サウスカロライナ州ガフニーにある公立図書館において禁止された。しかし、『The Gaffney Ledger』誌は、完全版を連載小説の形態で出版した。
わいせつであるという主張をめぐる論争に加えて、『スカーレット・シスター・メアリー』には別の問題もあった。ピューリッツアー賞のフィクション文学部門審査員会の座長であったリチャード・S・バートン博士は、「第一の賞は、ジョン・R・オリバーによる小説『Victim and Victor』にすること」を推薦した。彼の指名は、「School of Journalism」によるピーターキンの本の選択によって差し替えられた。バートンは最終的に反対し、審査員会を辞任した。
彼女は、女優として、1932年2月からサウスカロライナ州コロンビアのあるタウン・シアターにおいて、ヘンリック・イプセンの『Hedda Gabler』における主役を演じて喝采を浴びた。

## 作品
- 『グリーン・サーズデイ』 - Green Thursday: Stories （1924年）
- 『ブラック・エイプリル』 - Black April （1927年） - ボストンでは禁止
- 『スカーレット・シスター・メアリー』 - Scarlet Sister Mary （1930年）- ピューリッツアー賞受賞
- 『ブライト・スキン』 - Bright Skin （1932年）
- 『ロール・ジョーダン・ロール』 - Roll, Jordan, Roll （1933年）
- 『ア・プランテーション・クリスマス』 - A Plantation Christmas （1934年）

## 受賞
- 1925年 O. Henry Award for Best Short Story, "Maum Lou"
- 1929年 ピューリッツァー賞 小説部門： 『スカーレット・シスター・メアリー』 - Scarlet Sister Mary
- 1930年 O. Henry Award for Best Short Story, "The Diamond Ring"

## 注記
1. ↑  "Remebering Julia Peterkin, who brought Gullah to the Masses", Cotton Boll Conspiracy, May 18, 2015